# Stéphane Bahoken
Stéphane Bahoken (Grasse, 28 maggio 1992) è un calciatore francese naturalizzato camerunese, attaccante del Kayserispor.

## Caratteristiche tecniche
È un centravanti utilizzato anche come ala destra o sinistra.

## Carriera

### Club
Cresciuto nelle giovanili del Nizza, esordisce in Ligue 1 segnando 2 reti in 16 presenze. Dopo una brevissima esperienza in Scozia, al St. Mirren, senza nessun rete segnata, il giocatore viene ceduto allo Strasburgo nel 2014, diventando uno dei protagonisti della risalita del club dopo il fallimento. Nell’estate del 2018, dopo 4 anni allo Strasburgo, viene ceduto all’Angers.

### Nazionale
Debutta in nazionale nel marzo del 2018 in un test amichevole contro il Kuwait. L'8 settembre dello stesso anno mette a segno la prima marcatura con il Camerun in una gara di qualificazione alla Coppa d'Africa contro le Comore, decisiva per l'1-1 dei Leoni Indomabili .

## Statistiche
È un esterno sinistro.

### Presenze e reti nei club
Statistiche aggiornate al 23 maggio 2021.
| Stagione          | Squadra           | Campionato        | Campionato | Campionato | Coppe nazionali | Coppe nazionali | Coppe nazionali | Coppe continentali | Coppe continentali | Coppe continentali | Altre coppe | Altre coppe | Altre coppe | Totale | Totale |
| Stagione          | Squadra           | Comp              | Pres       | Reti       | Comp            | Pres            | Reti            | Comp               | Pres               | Reti               | Comp        | Pres        | Reti        | Pres   | Reti   |
| ----------------- | ----------------- | ----------------- | ---------- | ---------- | --------------- | --------------- | --------------- | ------------------ | ------------------ | ------------------ | ----------- | ----------- | ----------- | ------ | ------ |
| 2010-2011         | Nizza             | L1                | 1          | 0          | CF+CdL          | 0               | 0               | -                  | -                  | -                  | -           | -           | -           | 1      | 0      |
| 2011-2012         | Nizza             | L1                | 5          | 0          | CF+CdL          | 1+0             | 0               | -                  | -                  | -                  | -           | -           | -           | 6      | 0      |
| 2012-2013         | Nizza             | L1                | 10         | 2          | CF+CdL          | 0+1             | 0               | -                  | -                  | -                  | -           | -           | -           | 11     | 2      |
| Totale Nizza      | Totale Nizza      | Totale Nizza      | 16         | 2          |                 | 2               | 0               |                    | -                  | -                  |             | -           | -           | 18     | 2      |
| 2013-2014         | St. Mirren        | SP                | 5          | 0          | SC              | 0               | 0               | -                  | -                  | -                  | -           | -           | -           | 5      | 0      |
| 2014-2015         | Strasburgo        | CN                | 27         | 4          | CF              | 1               | 0               | -                  | -                  | -                  | -           | -           | -           | 28     | 4      |
| 2015-2016         | Strasburgo        | CN                | 30         | 6          | CF              | 0               | 0               | -                  | -                  | -                  | -           | -           | -           | 30     | 6      |
| 2016-2017         | Strasburgo        | L2                | 30         | 7          | CF+CdL          | 2+2             | 0               | -                  | -                  | -                  | -           | -           | -           | 34     | 7      |
| 2017-2018         | Strasburgo        | L1                | 26         | 7          | CF+CdL          | 4+2             | 1+1             | -                  | -                  | -                  | -           | -           | -           | 32     | 9      |
| Totale Strasburgo | Totale Strasburgo | Totale Strasburgo | 113        | 24         |                 | 11              | 2               |                    | -                  | -                  |             | -           | -           | 224    | 26     |
| 2018-2019         | Angers            | L1                | 32         | 11         | CF+CdL          | 1+0             | 0               | -                  | -                  | -                  | -           | -           | -           | 33     | 11     |
| 2018-2019         | Angers            | L1                | 32         | 11         | CF+CdL          | 1+0             | 0               | -                  | -                  | -                  | -           | -           | -           | 33     | 11     |
| 2019-2020         | Angers            | L1                | 20         | 4          | CF+CdL          | 3+1             | 2+1             | -                  | -                  | -                  | -           | -           | -           | 24     | 7      |
| 2020-2021         | Angers            | L1                | 30         | 6          | CF              | 3               | 1               | -                  | -                  | -                  | -           | -           | -           | 33     | 7      |
| Totale carriera   | Totale carriera   | Totale carriera   | 248        | 58         |                 | 41              | 6               |                    | -                  | -                  |             | -           | -           | 289    | 64     |

### Cronologia presenze e reti in nazionale
| Cronologia completa delle presenze e delle reti in nazionale ― Camerun | Cronologia completa delle presenze e delle reti in nazionale ― Camerun | Cronologia completa delle presenze e delle reti in nazionale ― Camerun | Cronologia completa delle presenze e delle reti in nazionale ― Camerun | Cronologia completa delle presenze e delle reti in nazionale ― Camerun | Cronologia completa delle presenze e delle reti in nazionale ― Camerun | Cronologia completa delle presenze e delle reti in nazionale ― Camerun | Cronologia completa delle presenze e delle reti in nazionale ― Camerun |
| Data                                                                   | Città                                                                  | In casa                                                                | Risultato                                                              | Ospiti                                                                 | Competizione                                                           | Reti                                                                   | Note                                                                   |
| ---------------------------------------------------------------------- | ---------------------------------------------------------------------- | ---------------------------------------------------------------------- | ---------------------------------------------------------------------- | ---------------------------------------------------------------------- | ---------------------------------------------------------------------- | ---------------------------------------------------------------------- | ---------------------------------------------------------------------- |
| 25-3-2018                                                              | Al Kuwait                                                              | Kuwait                                                                 | 1 – 3                                                                  | Camerun                                                                | Amichevole                                                             | -                                                                      | 58’                                                                    |
| 27-5-2018                                                              | Beauvais                                                               | Camerun                                                                | 0 – 1                                                                  | Burkina Faso                                                           | Amichevole                                                             | -                                                                      | 69’                                                                    |
| 8-9-2018                                                               | Mitsamiouli                                                            | Comore                                                                 | 1 – 1                                                                  | Camerun                                                                | Qual. Coppa d'Africa 2019                                              | 1                                                                      |                                                                        |
| 16-11-2018                                                             | Casablanca                                                             | Marocco                                                                | 2 – 0                                                                  | Camerun                                                                | Qual. Coppa d'Africa 2019                                              | -                                                                      | 67’                                                                    |
| 20-11-2018                                                             | Milton Keynes                                                          | Brasile                                                                | 1 – 0                                                                  | Camerun                                                                | Amichevole                                                             | -                                                                      | 68’                                                                    |
| 14-6-2019                                                              | Yaoundé                                                                | Camerun                                                                | 1 – 1                                                                  | Mali                                                                   | Amichevole                                                             | -                                                                      | 62’                                                                    |
| 25-6-2019                                                              | Ismailia                                                               | Camerun                                                                | 2 – 0                                                                  | Guinea-Bissau                                                          | Coppa d'Africa 2019 - 1º turno                                         | 1                                                                      | 67’                                                                    |
| 29-6-2019                                                              | Ismailia                                                               | Camerun                                                                | 0 – 0                                                                  | Ghana                                                                  | Coppa d'Africa 2019 - 1º turno                                         | -                                                                      | 75’                                                                    |
| 2-7-2019                                                               | Ismailia                                                               | Benin                                                                  | 0 – 0                                                                  | Camerun                                                                | Coppa d'Africa 2019 - 1º turno                                         | -                                                                      |                                                                        |
| 6-7-2019                                                               | Alessandria d'Egitto                                                   | Nigeria                                                                | 3 – 2                                                                  | Camerun                                                                | Coppa d'Africa 2019 - Ottavi di finale                                 | 1                                                                      |                                                                        |
| 12-11-2020                                                             | Yaoundé                                                                | Camerun                                                                | 4 – 1                                                                  | Mozambico                                                              | Qual. Coppa d'Africa 2021                                              | -                                                                      | 65’                                                                    |
| 16-11-2020                                                             | Maputo                                                                 | Mozambico                                                              | 4 – 1                                                                  | Camerun                                                                | Qual. Coppa d'Africa 2021                                              | -                                                                      | 74’                                                                    |
| 4-6-2021                                                               | Wiener Neustadt                                                        | Nigeria                                                                | 0 – 1                                                                  | Camerun                                                                | Amichevole                                                             | -                                                                      | 66’                                                                    |
| 8-6-2021                                                               | Wiener Neustadt                                                        | Camerun                                                                | 0 – 0                                                                  | Nigeria                                                                | Amichevole                                                             | -                                                                      | 46’                                                                    |
| 3-9-2021                                                               | Yaoundé                                                                | Camerun                                                                | 2 – 0                                                                  | Malawi                                                                 | Qual. Mondiali 2022                                                    | -                                                                      | 74’                                                                    |
| 6-9-2021                                                               | Abidjan                                                                | Costa d'Avorio                                                         | 2 – 1                                                                  | Camerun                                                                | Qual. Mondiali 2022                                                    | -                                                                      | 46’                                                                    |
| 8-10-2021                                                              | Douala                                                                 | Camerun                                                                | 3 – 1                                                                  | Mozambico                                                              | Qual. Mondiali 2022                                                    | -                                                                      | 71’                                                                    |
| 11-10-2021                                                             | Tangeri                                                                | Mozambico                                                              | 0 – 1                                                                  | Camerun                                                                | Qual. Mondiali 2022                                                    | -                                                                      | 56’                                                                    |
| 13-11-2021                                                             | Johannesburg                                                           | Malawi                                                                 | 0 – 4                                                                  | Camerun                                                                | Qual. Mondiali 2022                                                    | -                                                                      | 63’                                                                    |
| 13-1-2022                                                              | Yaoundé                                                                | Camerun                                                                | 4 – 1                                                                  | Etiopia                                                                | Coppa d'Africa 2021 - 1º turno                                         | -                                                                      | 79’                                                                    |
| 24-1-2022                                                              | Yaoundé                                                                | Camerun                                                                | 2 – 1                                                                  | Comore                                                                 | Coppa d'Africa 2021 - Ottavi di finale                                 | -                                                                      | 77’                                                                    |
| 5-2-2022                                                               | Yaoundé                                                                | Burkina Faso                                                           | 3 – 3 dts (3 – 5 dtr)                                                  | Camerun                                                                | Coppa d'Africa 2021 - Finale 3º posto                                  | -                                                                      | 48’                                                                    |
| Totale                                                                 |                                                                        | Presenze                                                               | 22                                                                     |                                                                        | Reti                                                                   | 3                                                                      |                                                                        |

## Palmarès

### Club

#### Competizioni nazionali
- Championnat National: 1

Strasburgo: 2015-2016
- Ligue 2: 1

Strasburgo: 2016-2017